# Kesztyűs Ferenc
Kesztyűs Ferenc (Sarkad, 1932. október 17. –) képzőművész, tanár, újságíró, jogász.

## Életpályája

### Tanulmányai
Szülővárosában négy polgárit végzett, majd Budapesti Eötvös Gimnáziumban (művészeti szakirány) tanult. 1951–1953 között a Magyar Képzőművészeti Főiskola rajztanári szakán mesterei Papp Gyula, Szőnyi István, Barcsay Jenő, Domanovszky Endre és Pór Bertalan voltak. 1953-ban a pécsi Tanárképző Főiskolán rajztanári oklevelet szerzett. 1958-ban végzett a szegedi József Attila Tudományegyetem Állam- és Jogtudományi Karán. A MÚOSZ keretében: 6 hónapos újságíró előkészítő, 1 éves újságíró iskola és 3 éves újságíró akadémia.

### Karrierje
Szeged megyei jogú városi tanács igazgatási előadója, a Sarkad Újság felelős szerkesztője, nyíregyházi ügyvédi munkaközösség gyakornoka.
Az Épületfestő és Mázoló Vállalat Festőművészcsoportban festőművészként épületfestészet és restaurálás volt a feladata. (pl. Országház, Operaház, Operettszínház, Moulin Rouge, Angol Park, templomok külső-belső díszítése stb.) Esténként a MEMOSZ képzőművészeti Szakkörben, majd a Dési Hubert Képzőművészeti Szabad Iskolában készült a főiskolai felvételi vizsgájára.
Budapesten az V. kerületben a Szent István Általános Iskola rajztanára, majd az Irányi Dániel Általános Iskola bemutató rajztanára közben óraadó a Budakeszi úti általános Iskolában. Mindeközben freskók készítése, híres épületek díszítése, aranyozása.
1959–60-ban másodállásban a Szegedi Patyolat Vállalat és a Szőrmeipari Ktsz jogtanácsosa
1960-ben alapította a Kesztyűs Ferenc Nemzetközi Képzőművészeti Magániskola és Műhely iskoláját és itt folyamatosan nevelt hazai és külföldi művészeket. Számtalan kiállítást szervezett. Megalapítója a Sarkadi Városi Képtárnak és a Sarkadi Iskola Galériának
1982–1984 a W-U-E Tourist Nemzetközi Reklám Propaganda szerkesztőség munkatársa
1991–1992-ben az Európai Magyar Újság (Zürich, havilap) tördelőszerkesztő, képszerkesztő.
1998–2004 között a Xénia Könyvkiadó Oktatási Stúdiója keretében a Gárdonyi Géza Újságíró Iskola tanáraként Sarkadon, Egerben, Nyíregyházán, Sopronban újság, képeslap, folyóirattervezést, készítést, képszerkesztést és tipográfiát, tördelőszerkesztést tanított.

## Művei
Feltalálója az egyetemes festészetet forradalmasító időt álló tűzzománckerámia festéknek, melyet az Épületkerámiaipari Vállalat vegyészmérnökeivel kísérletezett ki. Feltalálója közösen dr. Nagy József kémikus professzorral a SziloKing szilikon művészfestéknek.
Többezres nagyságrendű az alkotásainak száma, szerte a világon állandó és vándorkiállításai vannak, például szállodákban, hazai és külföldi kiállítótermekben, áruházakban, nagykövetségeken, orvosi rendelőben, társasházban és a párizsi Independent Szalonban. A kisképek mellett falra épített nagy képeket is készített. Különlegesség a két humorkarikatúra múzeumi állandó kiállítása (Montreal és Gabrovo). Elkészítette a Korszerű textilfestés és technológia című könyv kéziratát. Megjelenés alatt áll a Barangolás a színek birodalmában című könyve. Szabadúszó újságíróként dolgozott könyvkiadóknak hazai és külföldi országos lapoknak.

## Magánélete
Apja Kesztyűs Ferenc villanyszerelő és népzenei cimbalmos, anyja Szekeres Róza műkedvelő primadonna énekes és háztartásbeli.
Felesége néhai Szabó Jolán bemutató kozmetikus és terméktanár. Fia Kesztyűs Tibor (1963) festőművész, fotóriporter és újságíró.

## Díjai, elismerései
- Újságírói Nívódíj, Honvédelmi Emlékérem (1983)
- Magyarország Felemelkedéséért Érdemérem,
- az Ancona-i Nemzetközi Grafikai és Humor Biennálé ezüstérmei (1985, 1987, 1993)
- Havanna nemzetközi kiállításon bronzérem (1985)
- Sarkad város Kultúrájáért kitüntetés (1997)
- Sarkad Város Díszpolgár (2000), a város díszkulcsának tulajdonosa,
- Aranyérem kitüntetés (2002 Kesztyűs-és Hricsovinyi Galéria)
- Emléklap kitüntetés 2003 (Sarkad Város)
- Bronzérem (2004 Sarkad Város)
- Emléklap kitüntetés (2005. InnoideArt Galéria)
- Emlékérem (2006. Magyarok Világszövetsége)
- Emléklap kitüntetés (2006. III. ócsai Nemzetközi Képzőművészeti Alkotótábor)
- Búza Barna Díj (2014.Napsziget a Művészetekért Alapítvány)
- Tribunus Plebes (2018,Római Sas Rend)
- Életmű Díj (2018 Cserhát Művészkőr)
- Pályadíj (2018 Élő Művészetért Alapítvány)
- Gyémánt Oklevél (2018 Szegedi Tudományegyetem)
- Hűség a Hazához Aranyfokozatú Lovagkereszt, Erzsébetváros Mestere Díj (2019)
- Jubileumi Emléklap (2019. Közép-Európai Club Pannónia Közhasznú Egyesület)
- A Magyar Kultúra Lovagja 2019. (Falvak Kultúrájának Alapítvány)

## Társadalmi szerepvállalása
A Móricz Zsigmond Országos Iró-képzőművész Baráti Kőr alapítója, a Művészeti Tárló alapítója, a Művészeti Almanach megálmodója, cikkek írója. a Független Magyar Szalon Képzőművészeti Egyesület alapítótagja, elnöke a kiadványainak felelős szerkesztője. Megalakulása óta tagja a Sarkadi Városszépítő Egyesületnek, tagja a Római Sasrendnek. 1995-96-ban a Róth Miksa Alapítvány kuratóriumi elnöke, hagyatékgondozója és a múzeum létrehozója.2002-ben alapítója a Sarkadról Elszármazottak Baráti Körének. 2004-ben a Természetbarát Képzőművészek Ócsai Társasága társalapítója.2017-től a Római Sas Rend Szenátus Kulturális Hivatala Képzőművészeti Osztályának vezetője és a Művészeti Kerekasztal második szószólája, a lovagrend képtárának alapítója, 